# NGC 139
Az NGC 139 egy spirálgalaxis az Pisces (Halak) csillagképben.

## Felfedezése
Az NGC 139 galaxist Albert Marth fedezte fel 1864. augusztus 29-én.

## Tudományos adatok
A galaxis 12 193 km/sec sebességgel távolodik tőlünk.